# 280e division d'infanterie
Pour les articles homonymes, voir  280e division.
La 280e division d'infanterie (en allemand : 280. Infanterie-Division ou 280. ID) est une des divisions d'infanterie de l'armée allemande (Wehrmacht) durant la Seconde Guerre mondiale.

## Création
La 280e division d'infanterie est formée le 22 mai 1940 dans le Wehrkreis III en tant qu'élément de la 10. Welle (10e vague de mobilisation).
Toutefois, sa formation est terminée en juillet 1940 après l'armistice avec la France.
Plus tard, la 280e division d'infanterie est reformée le 22 avril 1942 dans le Sud-Ouest de la Norvège à partir du Küstenschutzverband Stavanger.
Elle reste jusqu'à la fin de la guerre en Norvège engagée pour des tâches de formation, de sécurité, de défense côtière et de protections anti-aérienne.

## Organisation

### Commandants
| Date                             | Grade           | Commandant      |
| -------------------------------- | --------------- | --------------- |
| 22 mai 1940 - Juillet 1940       | ?               | ?               |
| Reformation                      |                 |                 |
| 27 avril 1942 - 10 novembre 1944 | Generalleutnant | Karl von Beeren |
| 10 novembre 1944 - 8 mai 1945    | Generalleutnant | Johann de Boer  |

### Officiers d'opérations (Generalstabsoffiziere (Ia))
| Date                         | Grade               | Commandant       |
| ---------------------------- | ------------------- | ---------------- |
| 22 mai 1940 - Juillet 1940   | ?                   | ?                |
| Reformation                  |                     |                  |
| Juin 1942 - Décembre 1942    | Oberst i.G.         | Erwin Probst     |
| Janvier 1943 - Décembre 1944 | Major i.G.          | Dr. Kurt Anders  |
| 10 décembre 1944 - ? 1945    | Oberstleutnant i.G. | Hellmuth Kreidel |

## Théâtres d'opérations
- Allemagne : Mai 1940 - Juillet 1940
- Norvège : Avril 1942 - Mai 1945

## Ordres de bataille
1940
- Infanterie-Regiment 556
- Infanterie-Regiment 557
- Infanterie-Regiment 558
- Artillerie-Abteilung 280
- Divisionseinheiten 280

1943
- Festungs-Bataillon 655
- Festungs-Bataillon 657
- Festungs-Bataillon 666

1945
- Festungs-Bataillon 645
- Festungs-Bataillon 655
- Festungs-Bataillon 658
- Festungs-Bataillon 666
- Festungs-Bataillon 1015
- Festungs-Bataillon A
- Nachrichten-Kompanie 280
- Versorgungs-Truppen 280
- Panzer-Kompanie Bergen.